# Harrietonana subtriangulata
Harrietonana subtriangulata är en kräftdjursart som först beskrevs av Richardson1908.  Harrietonana subtriangulata ingår i släktet Harrietonana och familjen Paramunnidae. Inga underarter finns listade i Catalogue of Life.